# Materiel design
Materiel design var et linjefag på danske lærerseminarier. Faget blev indført fra sommeren 2007. 
I beskrivelsen af det nye linjefag står der bl.a.: 
"Materiel design sætter den studerende i stand til at arbejde praktisk med designprocesser og håndværksmæssig virksomhed med henblik på at forstå, skabe og udvikle materiel kultur.
Undervisningen skal sikre, at de studerende bliver i stand til at begrunde, planlægge, gennemføre og evaluere en varieret og innovativ undervisning i sløjd, håndarbejde og i materiel design som evt. valgfag."
Materiel design blev i første omgang kun oprettet på ét seminarium, idet studerende åbenbart kviede sig ved at vælge kombinationsfaget materiel design. De fleste interesser gik på enten sløjd eller håndarbejde efter den gamle ordning, men ikke begge retninger.
Først da folkeskolefaget håndværk og design blev indført som afløser for sløjd og håndarbejde, blev linjefaget befæstiget i læreruddannelsen, men nu under det nye navn håndværk og design fælles med fagets navn i børneskolen.